# Mourecotelles
Mourecotelles is een geslacht van vliesvleugelige insecten uit de familie Colletidae.

## Soorten
- M. adesmiae (Toro & Cabezas, 1978)
- M. aisen (Toro & Cabezas, 1978)
- M. andinus (Ruiz, 1939)
- M. atacama (Toro & Cabezas, 1978)
- M. basitarsalis (Toro & Cabezas, 1978)
- M. biciliatus (Cockerell, 1918)
- M. boliviensis Toro & Cabezas, 1978
- M. chillan Toro & Cabezas, 1978
- M. enodis (Vachal, 1909)
- M. fritzi (Toro & Cabezas, 1978)
- M. incahausi (Toro & Cabezas, 1978)
- M. magallanes (Toro & Cabezas, 1978)
- M. mixtus Toro & Cabezas, 1978
- M. moldenkei Toro & Cabezas, 1978
- M. plantaris (Vachal, 1909)
- M. puelche Toro & Cabezas, 1978
- M. ruizii (Herbst, 1923)
- M. sicheli (Vachal, 1909)
- M. spinolae (Crawford & Titus, 1904)
- M. subandinus (Toro & Cabezas, 1978)
- M. tarsalis (Toro & Cabezas, 1978)
- M. triciliatus Toro & Cabezas, 1978